# Expedición de Francisco de Miranda
La expedición de Francisco de Miranda fue una operación precursora de la independencia de Venezuela realizada en 1806. Después de alquilar un barco, el Leander, y de reclutar una tripulación, Miranda zarpó desde Nueva York el 2 de febrero de 1806 con la intención de comenzar la independencia de Hispanoamérica. La expedición ancló en marzo en Haití, donde el presidente Alexandre Pétion ofreció dos goletas, y se acercó a Ocumare de la Costa el 27 de abril con la intención de desembarcar, pero fueron repelidos por buques realistas al día siguiente. Miranda se retiró a Barbados, donde el gobernador  Alexander Cochrane (en) le ofreció más hombres y buques. Tras navegar a la isla de Trinidad, la expedición llegó a La Vela de Coro el 2 de agosto.
La expedición de Miranda capturó la fortificación realista el 3 de agosto e izó la bandera tricolor, la cual años después sería asumida como la bandera de Venezuela. Al día siguiente la expedición tomó control de la ciudad de Coro, pero fue recibida con indiferencia por parte de la población y no se obtuvo su apoyo, razón por la cual se retiró de territorio venezolano el 13 de agosto.

## Preparativos

Pabellón de Miranda en su corbeta (1805-1806).

Bandera izada por Miranda en el Leander.

El 9 de noviembre de 1805 Francisco de Miranda partió desde Londres hasta Nueva York para preparar la expedición con la que tenía la intención de comenzar la independencia de Hispanoamérica. En Estados Unidos se reunió con varias personas prominentes, incluyendo al presidente Thomas Jefferson, el secretario de Estado James Madison; el inspector del puerto de Nueva York, el coronel William Smith; Samuel Ogden, armador que comerciaba con Haití, y Thomas Lewis, amigo del presidente de Haití Alexandre Pétion y dueño de una importante casa de comercio en Haití. Miranda alquiló el barco de Ogden, un bergantín de 180 toneladas y equipado con 18 cañones, y lo bautizó como Leander.

## Expedición

### Haití y Aruba
El 2 de febrero de 1806 el Leander zarpó de Nueva York, capitaneado por Thomas Lewis y con una tripulación de alrededor de 200 hombres reclutados en Estados Unidos. La expedición contaba con una variedad de suministros, material de guerra, y una imprenta. El 19 de febrero la expedición ancló en el puerto de Jacmel, en Haití, y recibiría ayuda prometida por Alexandre Pétion. El 12 de marzo, anclado en el puerto, se izó la bandera tricolor de Miranda en el barco: amarillo, azul, y rojo, que años después sería aprobada y asumida por el Supremo Congreso de Venezuela como la bandera nacional. Miranda juró a sus hombres frente a la bandera liberar a Hispanoamérica. La expedición adquirió dos goletas en Haití: Bacchus y Bee.
La expedición partió el 27 de marzo y ancló en Aruba el 9 de abril para conseguir comida y agua. Mientras tanto en Estados Unidos, el embajador español, Carlos Martínez de Irujo y Tacón, informaba a la capitanía general de Venezuela sobre los movimientos de Miranda y sobre la posibilidad de un desembarco en Venezuela, opinando que Miranda era peligroso. Como respuesta, las autoridades realistas en Venezuela tomaron precauciones en sus fortalezas, tropas y barcos de guerra.

### Intento fallido de desembarco

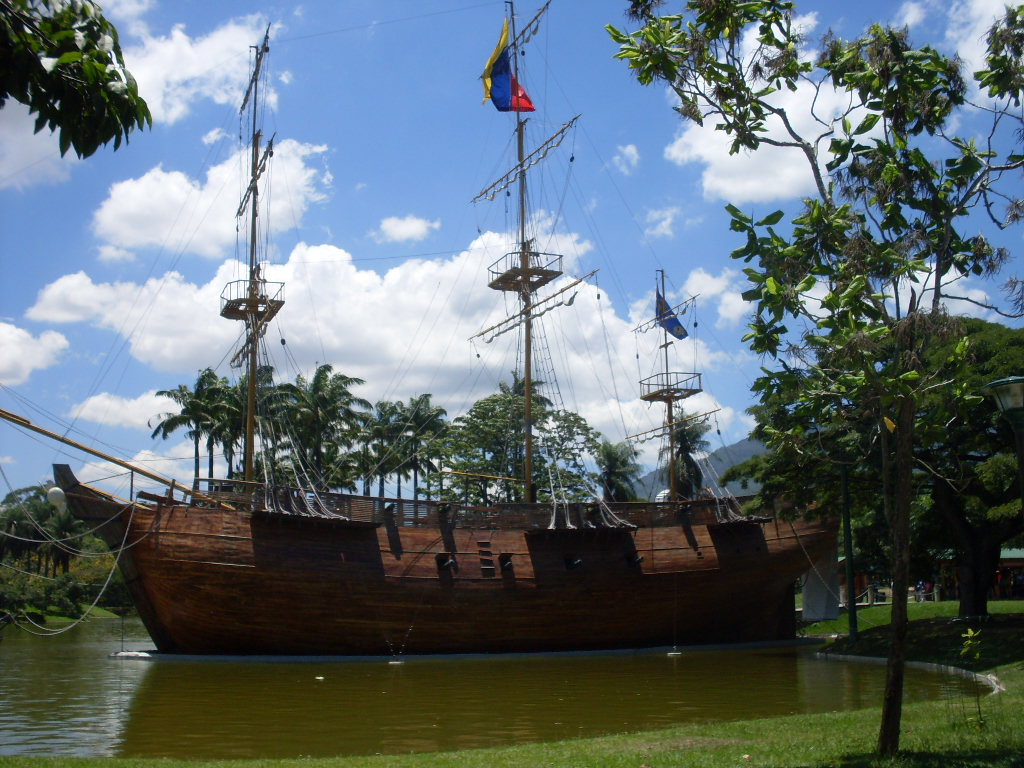
Réplica del Leander en el Parque del Este de Caracas.

La expedición se acercó a las costas de Ocumare el 27 de abril, actual estado Aragua, planeando un desembarco nocturno, pero una serie de problemas no resultó posible y en la mañana del 28 de abril fueron interceptados por dos buques realistas, Argos y Ceres, al mando del teniente de navío Agustín Blanco. Luego de un breve combate, Blanco capturó las dos goletas de Miranda y tomó como prisioneros a sesenta de sus hombres, los cuales fueron trasladados a Puerto Cabello. Miranda se retiró con el Leander a Bonaire, después a Granada y por último a Barbados. En Barbados se entrevistó con su gobernador, el contralmirante Alexander Cochrane (en). Luego de mostrarle documentos que demostraban sus negociaciones con los ministros ingleses, firmó un acuerdo con él donde Cochrane le ofrecería protección contra las fuerzas realistas y asistencia. Con la ayuda del gobernador, la expedición alcanzó una tripulación de 400 hombres y una flota de 5 bergantines, 3 cañoneras y 2 barcos mercantes desarmados.
El 20 de junio Miranda zarpó de Barbados con los buques y hombres facilitados por Cochrane y navegó hasta Trinidad. El 21 de julio, España ahorcó a diez de los prisioneros capturados en las cercanías de Ocumare. Los nombres de los ejecutados son:
- Thomas Donahue (comandante);
- James Gardner (capitán)
- Gustavus Burgudd (o Bergud, capitán)
- Thomas Billopp (capitán)
- Charles Johnson (teniente)
- Daniel Kemper (teniente)
- John Ferris (teniente)
- Miles L. Hall (teniente)
- Francis Farquarson (teniente)
- Paulo George (teniente)

El resto de los prisioneros fueron recluidos en varias fortalezas en América.

### Desembarco en La Vela de Coro

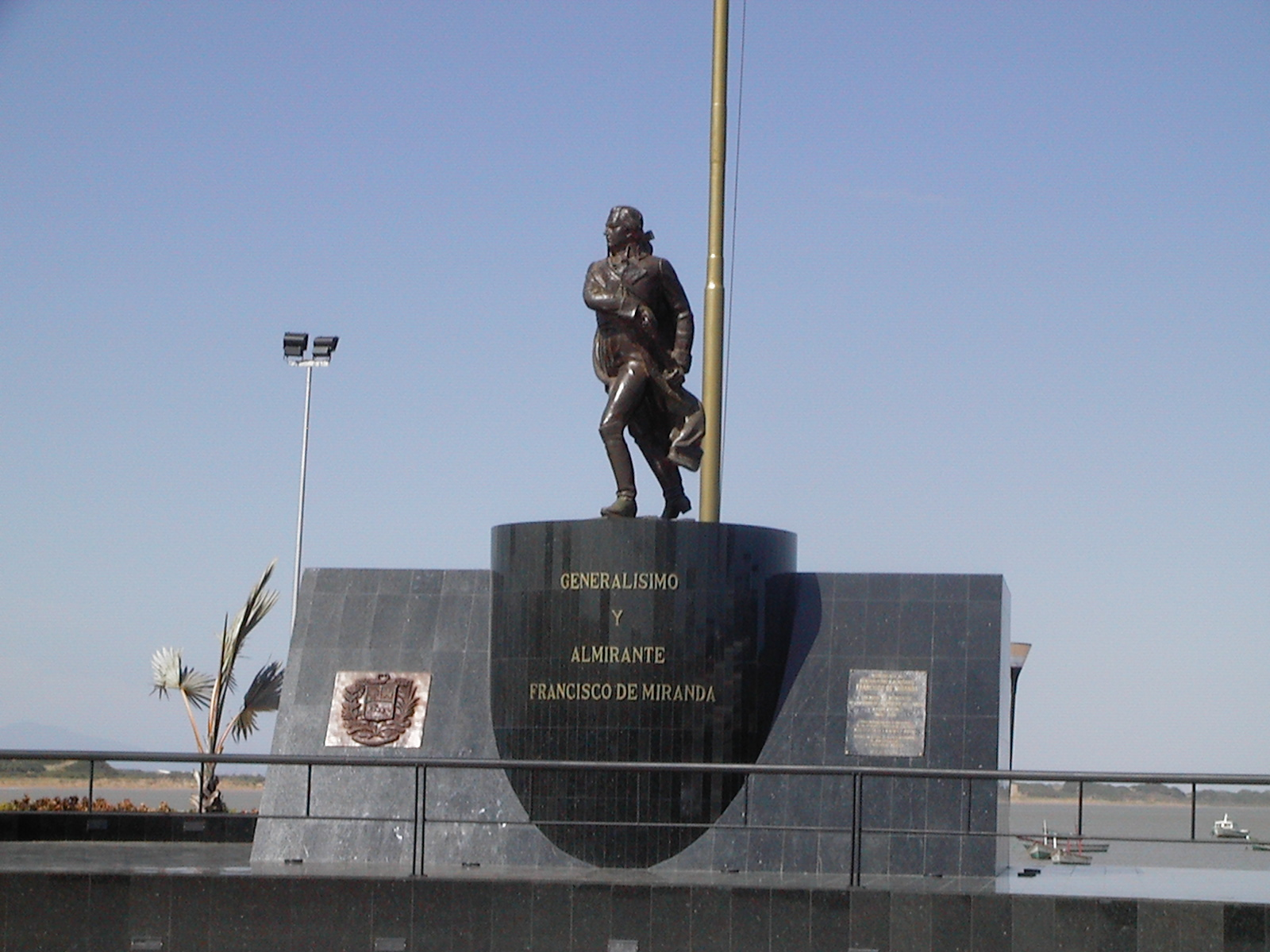
Monumento en honor a Francisco de Miranda en la Vela de Coro.

Miranda volvió a salir entre el 23 y el 25 de julio desde Trinidad con rumbo a las costas venezolanas. El 2 de agosto la flota ancló a 9 millas del puerto de La Vela de Coro, en el actual estado Falcón, y la tripulación se dispuso inmediatamente para bajar a tierra.
El 3 de agosto la primera y segunda divisiones desembarcaron con el apoyo del fuego de los cañones de los buques, y tanto la fortaleza como la artillería realista fueron capturadas. La bandera tricolor procedió a izarse en La Vela. Al día siguiente, el 4 de agosto, se procedió a la ocupación de la ciudad de Coro, donde también se izó la bandera tricolor. Miranda le pidió ayuda a Jamaica, a Trinidad y a Barbados, y trató de obtener el apoyo de los habitantes de Coro y de pueblos aledaños, sin éxito. Además de la indiferencia del pueblo de Coro a la expedición, las autoridades realistas bloquearon todas las vías hacia la ciudad. Ante la situación, Miranda ordenó la retirada del territorio venezolano, la cual se efectuó el 13 de agosto.